# Riuet de la Plana
El riuet de la Plana és un riu afluent per la dreta de la Riera de Canalda.
Neix a la Collada de l'Estany, prop de l'Estany del Prat Major, a la part superior del vessant sud de la Serra d'Odèn, a 1.578 m d'altitud.
Des del seu naixement pren la direcció nord-sud, direcció que mantindrà durant tot el seu recorregut. 400 després d'haver iniciat el seu recorregut passa pel costat oriental de la cinglera de l'Estopella. 600 m més avall, després d'haver travessat la carretera de Coll de Jou a  Cambrils d'Odèn passa pel costat de la font de la Torrentera i deixa a la dreta les masies del  Torrent i d'Oriola. Uns 400 m després, a l'oest de Castell d'Odèn, deixa a l'esquerra la masia de  la Plana que li dona el nom. Un quilòmetre i mig després rep per l'esquerra la rasa de Balletbò (1.100 m de recorregut). 1.200 metres més avall deixa a l'esquerra la masia de  Balletbò. 600 metres més avall rep per la dreta la ribera dels Perxets que és el seu afluent principal. Dos km després entra en un estret congost d'un 300 m de llargada i 200 m després de sortir-ne, aboca les seves aigües a la Riera de Canalda prop de Cal Ral, a 648 m d'altitud i a 540 m d'Aigüesjuntes.
Coordenades d'altres punts significatius del seu curs:
- Pas per la ctra. de Coll de Jou a Cambrils d'Odèn: 42° 8′ 17.82″ N, 1° 26′ 48.58″ E / 42.1382833°N,1.4468278°E
- Confluència amb la ribera dels Perxets: 42° 6′ 52.70″ N, 1° 26′ 17.75″ E / 42.1146389°N,1.4382639°E
- Confluència amb la riera de Canalda: 42° 5′ 27.57″ N, 1° 26′ 27.08″ E / 42.0909917°N,1.4408556°E